# Plusiophaes metallica
Plusiophaes metallica är en fjärilsart som beskrevs av Louis Beethoven Prout 1921. Plusiophaes metallica ingår i släktet Plusiophaes och familjen nattflyn. Inga underarter finns listade i Catalogue of Life.